# Clifton Clagett
Clifton Clagett (* 3. Dezember 1762 in Portsmouth, New Hampshire Colony; † 25. Januar 1829 in Amherst, New Hampshire) war ein US-amerikanischer Politiker. Zwischen 1803 und 1805 sowie von 1817 bis 1821 vertrat er den Bundesstaat New Hampshire im US-Repräsentantenhaus.

## Werdegang
Nach einem Jurastudium und seiner im Jahr 1787 erfolgten Zulassung als Rechtsanwalt begann Clifton Clagett in Litchfield in seinem neuen Beruf zu praktizieren. Politisch wurde er Mitglied der von Alexander Hamilton gegründeten Föderalistischen Partei. Bei den Kongresswahlen des Jahres 1802, die staatsweit abgehalten wurden, wurde er für das damals neu geschaffene fünfte Abgeordnetenmandat von New Hampshire in das US-Repräsentantenhaus in Washington, D.C. gewählt. Dort absolvierte er zwischen dem 4. März 1803 und dem 3. März 1805 eine Legislaturperiode.
Im Jahr 1808 wurde Clagett Friedensrichter und von 1810 bis 1812 Nachlassrichter im Hillsborough County. 1812 zog er nach Amherst. Im selben Jahr wurde er Richter am Obersten Gerichtshof seines Staates. Politisch wechselte Clagett in jenen Jahren zur Demokratisch-Republikanischen Partei. 1816 war er Abgeordneter im Repräsentantenhaus von New Hampshire; im selben Jahr gewann er erneut die Wahl ins US-Repräsentantenhaus. Dort übernahm er am 4. März 1817 das dritte Abgeordnetenmandat seines Staates von William Hale. Nach einer Wiederwahl im Jahr 1818 konnte er bis zum 3. März 1821 zwei zusammenhängende Legislaturperioden im Kongress absolvieren. In dieser Zeit wurde Florida von Spanien an die Vereinigten Staaten abgetreten.
Nach dem Ende seiner Zeit im Repräsentantenhaus wurde Clifton Clagett im Jahr 1823 wieder Richter am Nachlassgericht. Dieses Amt bekleidete er bis zu seinem Tod im Januar 1829.